# CD20
En inmunología se denomina CD20 (del inglés cluster of differentiation 20) a un tipo de antígeno CD propio del sistema inmune de mamíferos. Se caracteriza por poseer un peso molecular de 33-37 kDa y su naturaleza bioquímica lo encuadra dentro de la familia de las proteínas con cuatro segmentos transmembrana. Su función biológica en la célula es: formar un canal de calcio cuando oligomeriza; por ello, podría regular la activación de las células B. Se expresa específicamente en células B, en individuos sanos, y en diversos tipos celulares, en pacientes de cáncer.